# Свети Георги (Янешево)
Вижте пояснителната страница за други значения на Свети Георги.
„Свети Георги“ (на гръцки: Αγίου Γεωργίου) е българска възрожденска православна църква в кукушкото село Янешево (Металико), Гърция, част от Поленинската и Кукушка епархия.

## Архитектура
Църквата е гробищен храм, разположен на хълм в северната част на селото. Представлява трикорабна базилика. Имала е и женска църква, която не е запазена. Архитетурният ѝ тип е най-разпространеният в късните години на османската власт. Планът на църквата е правоъгълен с полукръгла апсида със собствен покрив на изток. Покривът е двускатен със засеки на източната и западната страна. Входът е от южната страна и над него има фреска на Свети Георги на кон. На западната страна е имало вход за притвора, който е зазидан. Храмът е имал трем на север, запад и юг, който е унищожен, но остатъците от дървените подпори са все още видими в стените.
Във вътрешността, в източната стена има пет апсиди, така на ден в църквата може да се извършва повече от една литургия. На западната страна е запазен издигнат нартекс с три стъпала към него.
Наосът се състои от три кораба, разделени с две редици колони – четиристранни дървени стълбове, измазани с гипс, за да изглеждан кръгли. Покривът е от прости дървени ленти. Църквата се осветява от отвори с характерни железни решетки на северната и южната страна.

## Декорации
Големият полукръгъл свод е украсен с изображения, които трудно се различават – Богородица, Рождество Христово, Поклонението на влъхвите и други. Забележителни са ангелските лица, разположени между образите, които напомнят на западни образци.
Олтарът е отделен от наоса с дървен красиво изписан иконостас, който според надпис датира от 1820 година. На по-големия дял иконостасът е изписан живописно с флорални мотиви, което е типично за Македония в XIX век. Темите са от традиционната архитектура и са в народен стил, пълни със символизъм. На един реставиран дял от оградата е характерна сцената с бакалина, който според надписа краде при меренето като част от темата за адските мъки. В други част е темата за Кръста и Страстите Христови. Царските икони във втората част са дело в по-голямата си част на художници от Кулакийската художествена школа. Следват херувимите и Йесеевото дърво. Третият дял на иконостаса се състои от иконите на Дванадесетте празници, поставени под арковидните отвори с цветна украса. Отгоре са апостолите и на края Кръстът, подпрян на два двойни змея. Царските двери са резбовани и са украсени с изображения на Благовещение, пророци и йерарси.
Две скрити врати в северния и южния кораб, украсени с изображения на архангелите Михаил и Гавриил, водят в олтарното пространство. Владишкият трон е с купол. Под иконата на Христос на трон е отбелязана годината 1820. На третия стълб от северната колонада е подпрян дървеният амвон, който е изписан с фигурите на единични светци – свети Стилит, евангелистът Марко и други.